# 倪摶九
倪摶九 （1916年—2012年），山东省滕县（现滕州市）人。国学家、书法家、总统府国策顾问、资政，获总统亲自颁发二等景星勳章。曾任抗日名将何应钦文胆多年，后常为总统府撰写匾额、褒奖令等（如邓丽君、谷正纲）。他是史上最高龄公务员第一人，常被称为“国宝”。

## 人物生平
倪摶九係1946年中央政治学校（今台湾国立政治大学前身）法政系毕业，师从国民党早期政治活动家王仲裕先生。1946～1948年在南京任行政院蒙藏委员会科长、秘书。1948～1967年任立法院科长、秘书、简任秘书兼组长。1967～1973年任国家安全会议国家建设计划委员会委员。
他在立法院工作25年，直至资深立委退职为止。当年他原已做好退休准备，前总统李登辉派专车把他接到总统府，延揽其出任总统府国策顾问。1973～1991年任国大宪政研讨委员会副秘书长、顾问。1991年起连续获聘为中華民國總統府國策顧問。
2000年政党轮替，倪抟九将物品打包、准备离去，却再度为陈水扁总统留任。2002年升为中華民國總統府資政。1999～2006年 担任台湾的中国书法学会顾问。
倪抟九专门帮助总统撰写匾额、题词、褒扬令，和他国联合公报及春秋祭祀等文稿。他在国学古文、诗词歌赋造诣不凡，对于京戏、昆曲涉猎颇深。此外，他也是近代书法名家，书道秀逸，自成一格，尤其是以手指当笔的「指书」堪称一绝，向他求字者众。
倪抟九很少拒人之外；生性慷慨的他总是自掏腰，把写好的字裱框好了才送人，多年来这方面的支出就超过百万。他说，他乐于以字和人结缘。即使年事已高，握笔依然沈稳有力，挥洒自如。

## 个人作品
- 1995年，邓丽君骤逝后的总统褒扬令内容300余字，即出自倪搏九之手。
- 《何应钦上将传》
- 《当代人物》。

## 荣誉

### 中华民国勋章奖章
- 二等景星勋章（2000年5月9日批准[2]，同日于台北总统府颁授[3]）